# Winamp
Winamp е медиаплеър написан от Nullsoft, дъщерно дружество на AOL. Програмата е създадена от американския програмист Джъстин Франкел и руският му колега Дмитрий Болдурев, през април 1997 година (първата му версия). Winamp има растеж от 33 милиона потребители през февруари 2005 година до над 57 милиона потребители през септември 2006, и през януари 2008 – около 72 милиона.

## Възпроизвеждане и формати
Освен MP3, Winamp поддържа голямо разнообразие от съвременни и специализирани музикални файлове, включително и MIDI, MOD, MPEG-1 Audio слоеве 1 и 2, AAC, M4A, FLAC, WAV и Windows Media аудио.
Winamp поддържа множество видове стрийминг медия. Нейната SHOUTcast технологоя осигурява безплатен достъп до интернет, радио и интернет телевизия.

## Ранни години
Версия 1.006 излиза на 7 юни 1997. Следващата версия е 2.0 – тя излиза на 8 септември 1998 година. Тази версия става много популярна и е една от най-теглените версии от интернет. 5-а версия на плеъра се предлага съответно в 3 версии.